# Соколовка (Золочевский район)
Соколовка (укр. Соколівка) — село в Бусской городской общине Золочевского района Львовской области Украины. Село находится на расстоянии 35 км от города Буска и 85 км — от Львова.
Население по переписи 2001 года составляло 739 человек. Занимает площадь 2,52 км². Почтовый индекс — 80525. Телефонный код — 3264.

## История
Первые упоминания о Соколовке как составной части Белзкого княжества относятся к 1016 году, во времена Киевского князя Святополка (Окаянного), который, убегая от войска Ярослава Мудрого, пробовал обороняться в Соколовском замке. С именем Ярослава Мудрого связаны легенды о названии села, про хутора Сокол, Подсокол, Кудляки.
Соколовский замок был разрушен в 1241 году татаро-монголами. В исторических документах впервые упоминается в 1448 году как село Сенява Львовской земли.
Магдебургское право Соколовка получила от владельца, коронного хорунжего А. Конецпольского между 1641 и 1648 годами, однако привилегии сгорели в пожаре при нападении отрядов Б. Хмельницкого и татар. В 1685 году Соколовке повторно было предоставлено Магдебургское право, что включило её в разряд местечек и способствовало развитию купечества, ремесленничества, земледелия, организации еженедельных ярмарок.
Согласно историческим данных, в 1880 году в Соколовке был — 401 двор с 2229 жителями, в 1940 году — 2760 жителей, в 1968 году — 1260 жителей.
При Австро-Венгрии сохраняло статус городка Бродовского округа. При власти Польши — имело статус сельской громады (общества) Бобрского повята.